# Century (comics)
Pour les articles homonymes, voir Century.
Century est un super-héros créé par Marvel Comics, apparu pour la première fois dans Force Works en 1994.

## Biographie du personnage
À la suite d'un sort lancé par la Sorcière Rouge, l'être appelé Century fut propulsé sur Terre, amnésique. Il aida certains Vengeurs à repousser une menace extra-terrestre, ce qui amena à la création de l'équipe Force Works.
Lors de son passage au sein de l'équipe, il commença à se rappeler certains évènements.
Quelque temps plus tard, un autre être arriva sur Terre. Il s'agissait d'un marchand d'esclaves qui se disait propriétaire de Century. Ce dernier, aidé de Force Works, libéra les esclaves qui le surnommèrent alors le Libérateur.
Century partit dans l'espace pour redécouvrir son passé et ramener les esclaves chez eux. Il apprit qu'il était un grand guerrier, un élu, et qu'il faisait partie de la race des Hodomurs.
Il est revenu une fois sur Terre pour aider de nouveau Iron Man et les Vengeurs à vaincre Kang.

## Pouvoirs et capacités
- Century est un être artificiel qui possède la connaissance de 100 guerriers de sa race, ce qui fait de lui un guerrier très expérimenté.
- Son corps est plus fort et plus résistant qu'un humain.
- En méditant, il peut léviter.
- On l'a aussi vu émettre des rafales d'énergie par les mains.
- Century possède une arme spéciale qu'il maîtrise à la perfection. Il s'agit de Parralax, un bâton de combat empathique. Il lui permet de se repérer dans l'espace et même d'ouvrir des passages dimensionnels. Le bâton est équipé de lames à ses extrémités.

## Apparition dans d'autres médias
Century apparait dans la série animé Iron Man.